# 塔氏鱂脂鯉
塔氏鱂脂鯉，為輻鰭魚綱脂鯉目脂鯉亞目鱂脂鯉科的其一種，分布於南美洲委內瑞拉的淡水流域，體長可達15公分，棲息底中層水域，生活習性不明。